# Кустовки
Кустовки (лат. Sericornis) — род воробьиных птиц из семейства шипоклювковых.

## Список видов
Международный союз орнитологов относит к роду 8 видов:
- Бурая кустовка Sericornis humilis Gould, 1838
- Белобровая кустовка Sericornis frontalis (Vigors & Horsfield, 1827)
- Пятнистая кустовка Sericornis maculatus Gould, 1847
- Рыжелобая кустовка Sericornis keri Mathews, 1920
- Малая кустовка Sericornis beccarii Salvadori, 1874
- Большеклювая кустовка Sericornis magnirostra (Gould, 1838)
- Горная кустовка Sericornis nouhuysi Oort, 1909
- Пестрая кустовка Sericornis virgatus (Reichenow, 1915)

Некоторые виды, ранее относящиеся к кустовкам, были отнесены к роду Aethomyias:
- Бледноклювая кустовка Aethomyias spilodera (G.R. Gray, 1859)
- Рыжеватая кустовка Aethomyias rufescens (Salvadori, 1876)
- Очковая кустовка Aethomyias perspicillatus (Salvadori, 1896)
- Серо-зеленая кустовка Aethomyias arfakianus (Salvadori, 1876)
- Папуанская кустовка Aethomyias papuensis (De Vis, 1894)